# Hōshō (porta-aviões)
O Hōshō (鳳翔) foi o primeiro porta-aviões operado pela Marinha Imperial Japonesa. Sua construção começou em dezembro de 1920 nos estaleiros da Asano Shipbuilding Company em Yokohama e foi lançado ao mar em novembro do ano seguinte, sendo comissionado na frota japonesa no final de dezembro de 1922. Foi a primeira embarcação do mundo projetada como porta-aviões a entrar em serviço na história. Era capaz de transportar até quinze aeronaves, era armado com quatro canhões de 140 milímetros e dois canhões antiaéreos de 80 milímetros, tinha um deslocamento de mais de nove mil toneladas e conseguia alcançar uma velocidade máxima de 25 nós (46 quilômetros por hora).
O Hōshō foi inicialmente usado no desenvolvimento de táticas e doutrinas de combate aéreo. Sua superestrutura e outras obstruções no convés de voo foram removidas em 1924. Ele participou do Incidente de Xangai em 1932 e depois das operações iniciais da Segunda Guerra Sino-Japonesa em 1937. Nestes conflitos, o navio deu suporte às operações do Exército Imperial Japonês em terra e enfrentou várias aeronaves chinesas. O tamanho pequeno do Hōshō e do número de aeronaves que podia carregar limitou a efetividade de suas contribuições em combate. Consequentemente, foi colocado na reserva depois de voltar da China e tornou-se um navio de treinamento em meados de 1939.
O Hōshō voltou brevemente para a frota ativa com o início da Segunda Guerra Mundial no final de 1941 e participou da Batalha de Midway em junho de 1942 em um papel secundário. A embarcação voltou para águas domésticas depois da batalha e retomou sua função como navio de treinamento, função que exerceu pelo restante da guerra. Dessa forma, ele sobreviveu ao conflito com apenas danos leves infligidos por ataques aéreos. O Hōshō foi empregado como navio de transporte de repatriação, realizando nove viagens para outros territórios com o objetivo de trazer mais de quarenta mil soldados e civis japoneses de volta para o Japão. Foi tirado de serviço em agosto de 1946 e desmontado.

## Desenvolvimento

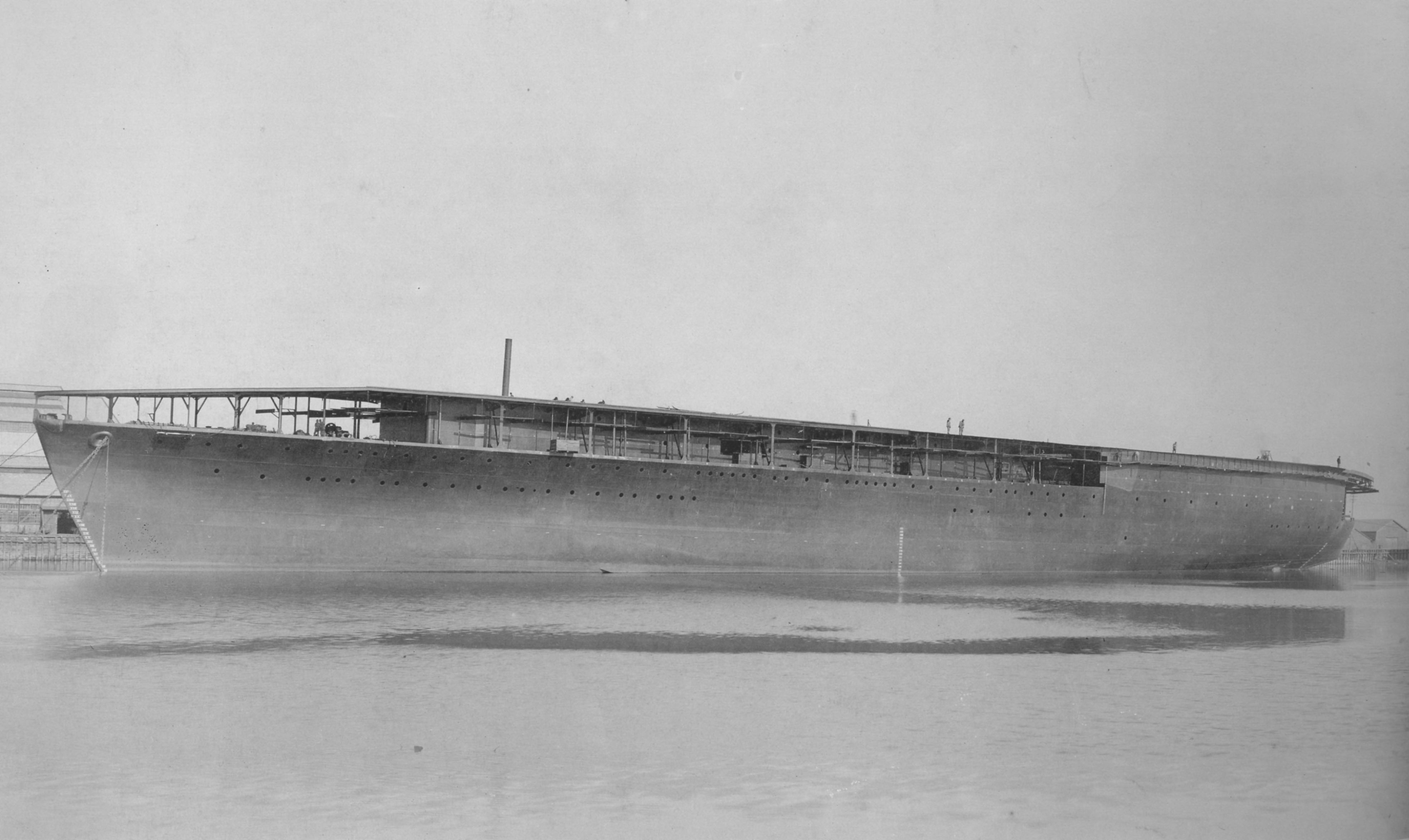
O Hōshō pouco depois de seu lançamento, 20 de dezembro de 1921

A construção de um novo porta-hidroaviões para a Marinha Imperial Japonesa foi autorizada pela Dieta Nacional japonesa em 1918, como parte de seu programa de expansão naval. Um navio irmão chamado Shōkaku foi planejado, porém foi cancelado em 1922 antes da construção começar. O Hōshō foi a segunda embarcação do mundo a ser construída desde o princípio como um porta-aviões, depois do britânico HMS Hermes, porém foi o primeiro a ser lançado ao mar e comissionado.
O Hōshō foi originalmente projetado como um porta-hidroaviões, similar ao britânico HMS Campania, possuindo um convés de decolagem na proa, capacidade para transportar 32 aeronaves e armado com quatro canhões de 140 milímetros e quatro canhões antiaéreos. Este plano foi revisado depois dos japoneses receberem relatórios de que a Marinha Real Britânica desejava poder pousar aviões em um navio. Novos requerimentos para o Hōshō foram modelados a partir do HMS Furious, depois deste ter recebido um convés de voo na popa em 1918. Os japoneses agora queriam que seu navio fosse capaz de navegar a trinta nós (56 quilômetros por hora), tivesse um convés de voo dianteiro, superestrutura e chaminés a meia-nau, além de um grande hangar na popa.
O projeto do convés de voo foi novamente revisado em abril de 1919, depois de observações de testes de pouso realizados no Furious e no HMS Argus. Consequentemente, a superestrutura e as chaminés do Hōshō foram movidas para estibordo com o objetivo de criar um único convés de voo continuo e sem obstruções, enquanto a própria embarcação foi reclassificada como um porta-aviões. O formato do seu casco foi baseado naquele de um cruzador grande. As três chaminés eram móveis e podiam se deitar horizontalmente durante operações de voo. A velocidade máxima foi reduzida para 25 nós (46 quilômetros por hora), também a partir das experiências britânicas.

## Características
O Hōshō, como originalmente construído, tinha 168,25 metros de comprimento de fora a fora, boca de 17,98 metros e calado de 6,17 metros. Seu deslocamento padrão era de 7 590 toneladas e seu deslocamento normal era de 9 646 toneladas. Sua tripulação era formada por 512 oficiais e marinheiros. O navio praticamente não tinha blindagem.
Um giroestabilizador foi instalado pela companhia norte-americana Sperry Gyroscope Company para reduzir a rolagem e aumentar a estabilidade. Inicialmente, essa instalação não era confiável, pois os técnicos japoneses não tinham sido bem treinados pela Sperry, porém o sistema acabou funcionando depois dos técnicos terem adquirido experiência.

### Convés e hangares

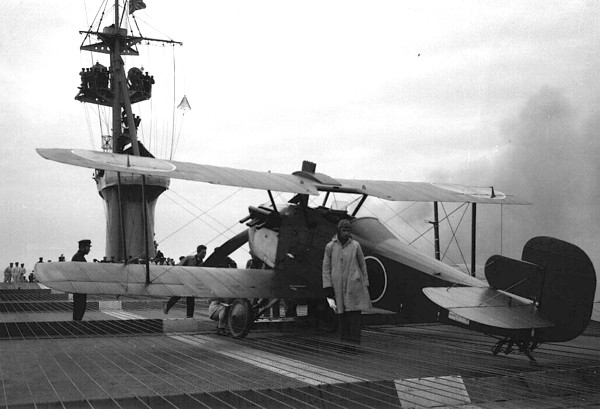
Um Mitsubishi 1MF depois do primeiro pouso no Hōshō, 22 de fevereiro de 1923

O convés de voo tinha 168,25 metros de comprimento e 22,62 metros de largura. A extremidade dianteira era angulada em cinco graus negativos para ajudar as aeronaves a acelerarem durante a decolagem. Uma superestrutura ficava a estibordo e abrigava a ponte de comando e o centro de controle de operações aéreas. Um mastro tripé ficava em cima da superestrutura e carregava o sistema de controle de disparo das armas. Quinze tipos diferentes de equipamentos de detenção foram avaliados até um sistema britânico de fios longitudinais ter sido escolhido. As aeronaves tinham pouca dificuldade para pararem devido às baixas velocidades de pouso da época, porém eram vulneráveis a rajadas de vento por serem leves, que podiam jogá-las para fora do navio; os fios longitudinais ajudavam a impedir isso. Na frente da superestrutura ficava um guindaste desmontável para carregar aeronaves no hangar dianteiro.
Diferentemente dos porta-aviões britânicos, o convés de voo do Hōshō era sobreposto ao casco, não construído apoiando a estrutura do casco da embarcação. Um sistema de luzes e espelhos ao longo do convés de voo ajudava os pilotos a pousarem.
O Hōshō foi o único porta-aviões japonês equipado com dois hangares. O hangar dianteiro media 67,2 por 9,5 metros e tinha a altura de apenas um convés, pois a intenção era acomodar nove aeronaves pequenas, como caças. O hangar traseiro tinha dois conveses de altura e media 16,4 por catorze metros na extremidade dianteira, e 29,4 por doze metros na extremidade traseira. Ele foi projetado para abrigar seis aeronaves grandes, como bombardeiros de mergulho, além de seis aeronaves sobressalentes. Cada hangar tinha seu próprio elevador. O elevador dianteiro tinha 10,35 por 7,86 metros, já o elevador traseiro media 13,71 por 6,34 metros.
O navio podia transportar quinze aeronaves, sujeito às limitações dos hangares. Entrou em serviço com um grupo aéreo de nove caças Mitsubishi 1MF e seis torpedeiros Mitsubishi B1M. Os caças foram substituídos em 1928 pelo Nakajima A1N. Três anos depois o grupo aéreo tinha caças Nakajima A2N e torpedeiros Mitsubishi B2M. Os caças Nakajima A4N e torpedeiros Kugisho B3Y foram levados a bordo em 1938. Estes foram substituídos em 1940 por caças Mitsubishi A5M e os torpedeiros Yokosuka B4Y1.

### Armamentos
O Hōshō foi inicialmente armado com quatro canhões Tipo 3º Ano, calibre 50, de 140 milímetros, dois montados em cada lateral. As armas dianteiras tinham um arco de tiro de 150 graus, incluindo diretamente para frente, enquanto os canhões traseiros tinham um arco de 120 graus. Cada um disparava projéteis de 38 quilogramas a uma cadência de tiro de seis a dez disparos por minuto, com uma velocidade de saída de 850 metros por segundo. Seu alcance máximo era de 19,75 quilômetros a uma elevação de 35 graus. Esse armamento pesado foi instalado no Hōshō porque a doutrina de porta-aviões ainda estava em desenvolvimento na época, assim a impraticabilidade de porta-aviões entrarem em duelos de artilharia não tinha sido percebida. Seu amplo convés de voo e ausência de blindagem o deixavam vulnerável em combates de superfície.
Dois canhões Tipo 3º Ano, calibre 40, de 80 milímetros em montagens retráteis eram a única defesa antiaérea. Eles ficavam no convés de voo, na frente do elevador traseiro. As armas disparavam projéteis de 5,67 a 5,99 quilogramas a uma velocidade de saída de 680 metros por segundo. O alcance máximo era de 10,8 quilômetros a uma elevação de 45 graus, enquanto a altura máxima de disparo era de 7,2 quilômetros a uma elevação de 75 graus. Sua cadência de tiro efetiva era de treze a vinte disparos por minuto.

### Propulsão
O sistema de propulsão tinha duas turbinas a vapor Parsons, que geravam um total de trinta mil cavalos-vapor (22,1 mil quilowatts) de potência. Cada turbina girava uma hélice. O vapor vinha de oito caldeiras Kampon Tipo B, que trabalhavam a uma pressão de 18,3 quilogramas por centímetro quadrado a uma temperatura de 138 graus Celsius. Quatro caldeiras queimavam carvão e as restantes óleo combustível. O navio foi projetado para alcançar uma velocidade máxima de 25 nós (46 quilômetros por hora), porém conseguiu chegar a 26,66 nós (49,37 quilômetros por hora) com uma potência de 31 117 cavalos-vapor (23 204 quilowatts) durante seus testes marítimos. Estes foram considerados valores extraordinários para uma embarcação tão pequena. Sua autonomia era de 8 680 milhas náuticas (16 080 quilômetros) a doze nós (22 quilômetros por hora).

## História

### Início de carreira

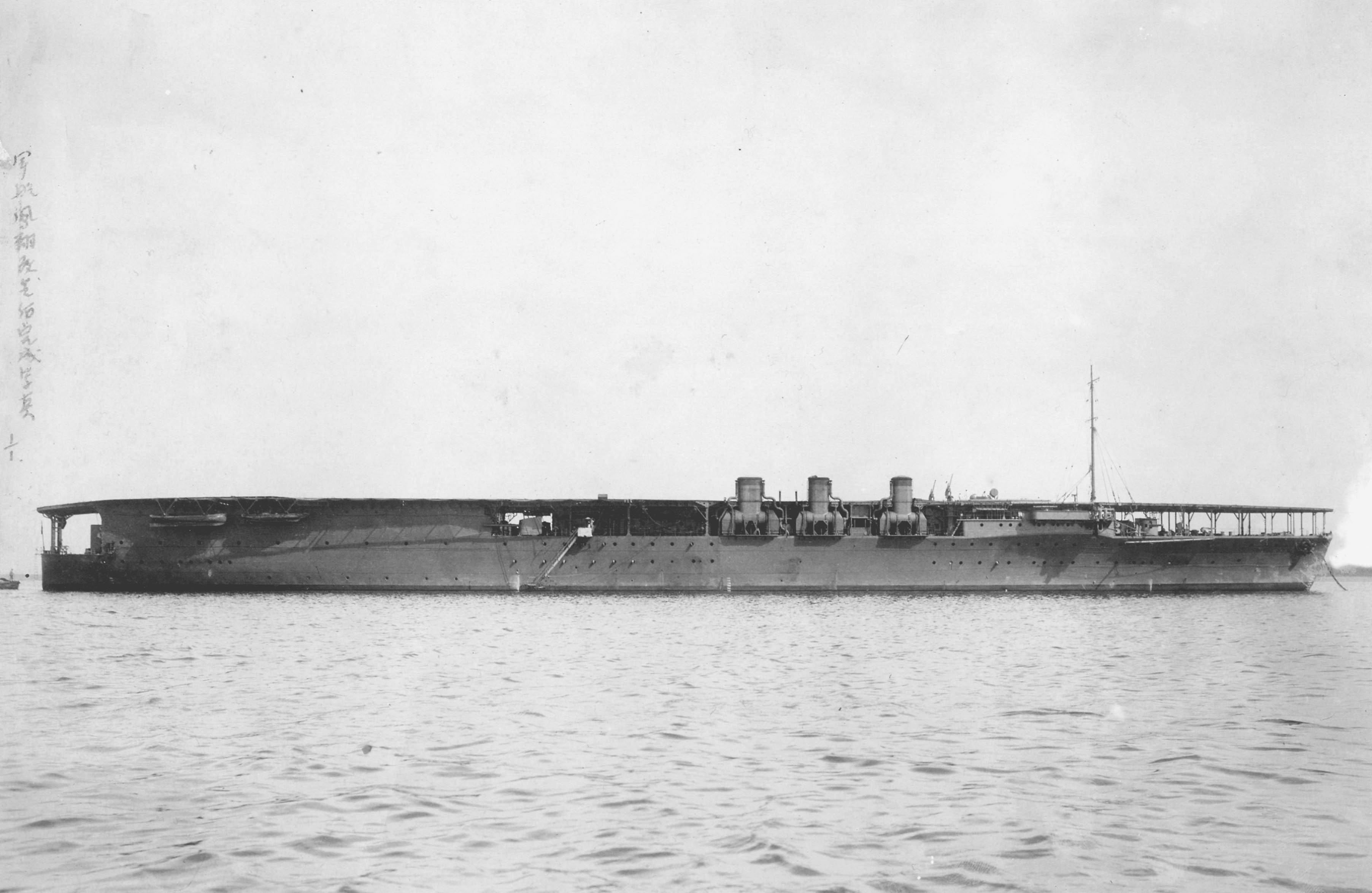
O Hōshō em 22 de setembro de 1924, depois da remoção de sua superestrutura

O batimento de quilha do Hōshō ocorreu em 16 de dezembro de 1920 nos estaleiros da Asano Shipbuilding Company em Yokohama, Kanagawa. Foi lançado ao mar em 13 de novembro de 1921 e rebocado para o Arsenal Naval de Yokosuka em 10 de janeiro de 1922 para ser finalizado. Sua entrada em serviço foi adiada por mudanças de projeto e atraso nas entregas de equipamentos, com a data de comissionamento passando de março para 27 de dezembro. Mesmo assim, a maior parte de seus equipamentos de aviação não tinham sido instalados, com os primeiros testes de pouso só ocorrendo em 22 de fevereiro de 1923. Esses pousos foram realizados por pilotos britânicos contratados, porém foram rapidamente substituídos por pilotos japoneses treinados pelos britânicos.
As equipes de voo logo pediram por mudanças, que foram feitas entre 6 de junho e 20 de agosto de 1924. A superestrutura, mastro e guindaste foram removidos porque parcialmente obstruíam o convés de voo e atrapalhavam a visibilidade dos pilotos. A parte de vante do convés foi deixada na horizontal, enquanto os canhões antiaéreos foram movidos mais para vante para uma posição próxima de onde ficava a superestrutura, longe das operações de voo. Outro motivo para a remoção da superestrutura foi porque era muito pequena e apertada para ser usada no controle de operações aéreas e de comando. As operações de voo passaram a ser controladas de uma plataforma aberta lateral, um projeto que seria repetido nos porta-aviões japoneses seguintes. O Hōshō foi designado em 15 de novembro de 1924 para a 1ª Frota.
Entre 10 de março e 2 de julho de 1925, o porta-aviões esteve equipado com uma rede usada como barricada atrás do elevador dianteiro. A intenção era impedir que aeronaves pousando colidissem com outras prestes a decolar, além de impedir que caíssem no elevador. Essa rede era operada hidraulicamente e era erguida em três segundos.
O Hōshō, como o primeiro navio de seu tipo, proporcionou experiências valiosas para a Marinha Imperial sobre operações de porta-aviões. A embarcação foi usada para testes de aeronaves e equipamentos, particularmente de diferentes tipos de equipamentos de retenção e auxílios óticos de aterrissagem. As lições aprendidas influenciaram o projeto das conversões do cruzador de batalha Akagi e do couraçado Kaga em porta-aviões, além da construção do porta-aviões rápido Ryūjō. O Hōshō também foi muito usado durante a década de 1920 no desenvolvimento de táticas e métodos operacionais para porta-aviões. Ele foi designado em 1º de abril de 1928 para a Primeira Divisão de Porta-Aviões junto com o Akagi. Três tipos diferentes de equipamentos de retenção transversais foram instalados no navio na década de 1930 para testes.

### Incidente de Xangai

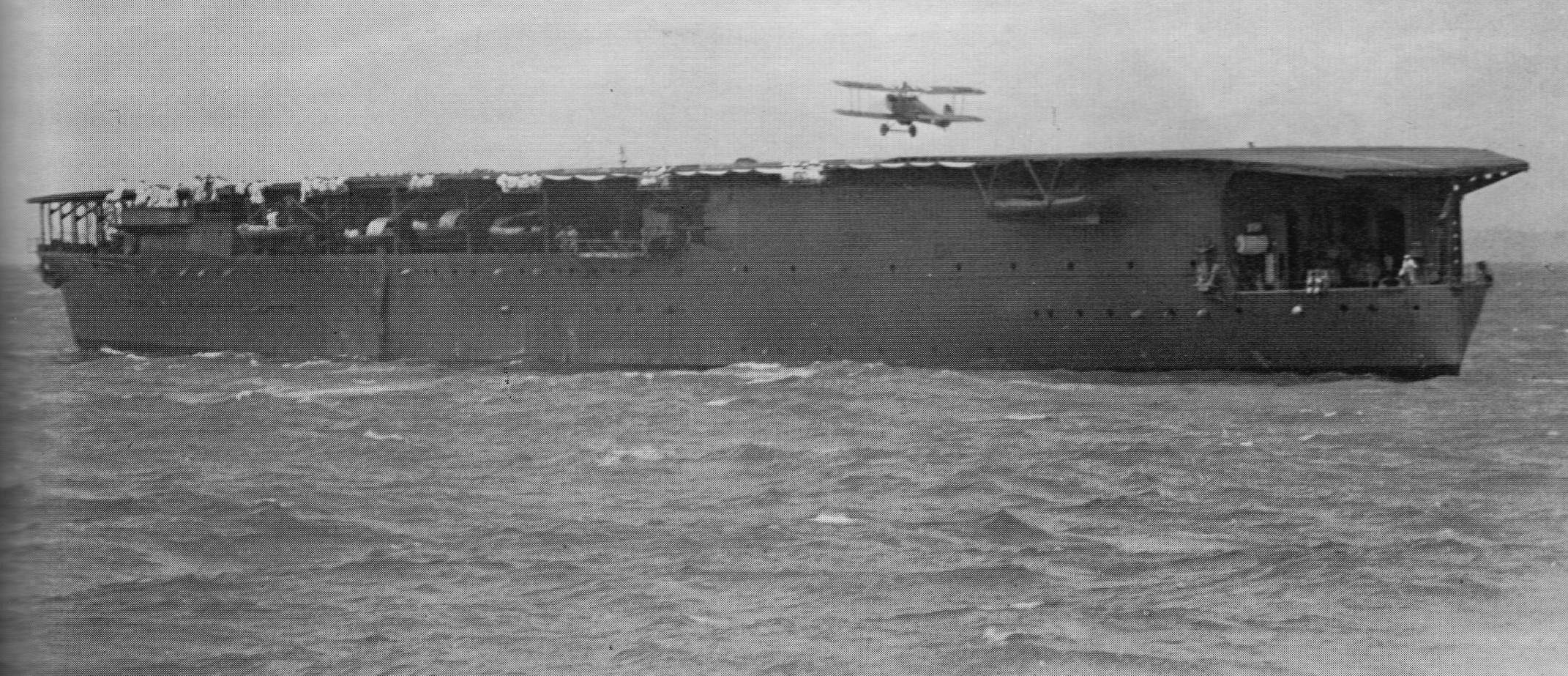
O Hōshō realizando operações aéreas próximo de Xangai em fevereiro de 1932

O Hōshō e o Kaga foram designados para a Primeira Divisão de Porta-Aviões e enviados para a China durante o Incidente de Xangai, que começou em janeiro de 1932. Os navios operaram junto com a 3ª Frota e chegaram em 1º de fevereiro na foz do rio Yangtzé. As aeronaves do Hōshō participaram do primeiro combate aéreo da Marinha Imperial no dia 5, quando três caças, na escolta de outros dos aviões, foram atacados por oito aeronaves chineses sobre Xangai. Um dos caças chineses foi danificado, porém os pilotos japoneses não reivindicaram esse dano. Os dois porta-aviões, no dia 7, enviaram algumas de suas aeronaves para o Campo de Pouso de Kunda, de onde realizaram missões de ataques a alvos em solo para apoiarem o Exército Imperial Japonês. Bombardeiros do Hōshō e do Kaga atacaram aeroportos chineses em Hangzhou e Suzhou, entre os dias 23 e 26 de fevereiro, destruindo vários aviões no solo. Seis caças do Hōshō escoltaram nove aeronaves de ataque do Kaga no dia 26 para ações de bombardeio, abatendo três dos cinco caças chineses que enfrentaram. Um cessar-fogo foi declarado em 3 de março e a Primeira Divisão de Porta-Aviões voltou para a Frota Combinada no dia 20.

### Incidente da Quarta Frota
A embarcação participou em 1935 das manobras de exercício da Frota Combinada, fazendo parte da 4ª Frota. Esta foi atingida em 23 de setembro por um tufão e vários navios foram seriamente danificados, incluindo o próprio Hōshō, com o evento ficando conhecido como o "Incidente da Quarta Frota". A dianteira do convés de voo caiu e outra parte precisou ser cortada antes que o navio seguisse para Yokosuka a fim de passar por reparos. Esse incidente, mais aquele sofrido pelo barco torpedeiro Tomozuru no ano anterior, quando emborcou em mares bravios por ser muito pesado acima da linha d'água, fez com que o comando da Marinha Imperial investigasse a estabilidade de todas as suas embarcações. O resultado foi várias mudanças de projeto com o objetivo de melhorar as estabilidades e aumentar a resistência dos cascos.
A estabilidade do Hōshō foi melhorada durante uma reforma realizada entre 22 de novembro de 1935 e 31 de março de 1936. Os apoios da dianteira do convés de voo foram aumentados e reforçados, as armas antiaéreas e os tanques de combustível de aviação no convés superior foram removidos, as chaminés foram fixadas na horizontal e com suas bocas levemente anguladas para baixo, as laterais do hangar dianteiro e da ponte foram reforçadas e o casco foi reforçado nas áreas próximas do hangar traseiro, a fim de aumentar sua resistência longitudinal. Sua altura metacêntrica ficou em 1,11 metro. Seis metralhadoras Tipo 93 de 13,2 milímetros também foram instaladas.

### Guerra Sino-Japonesa

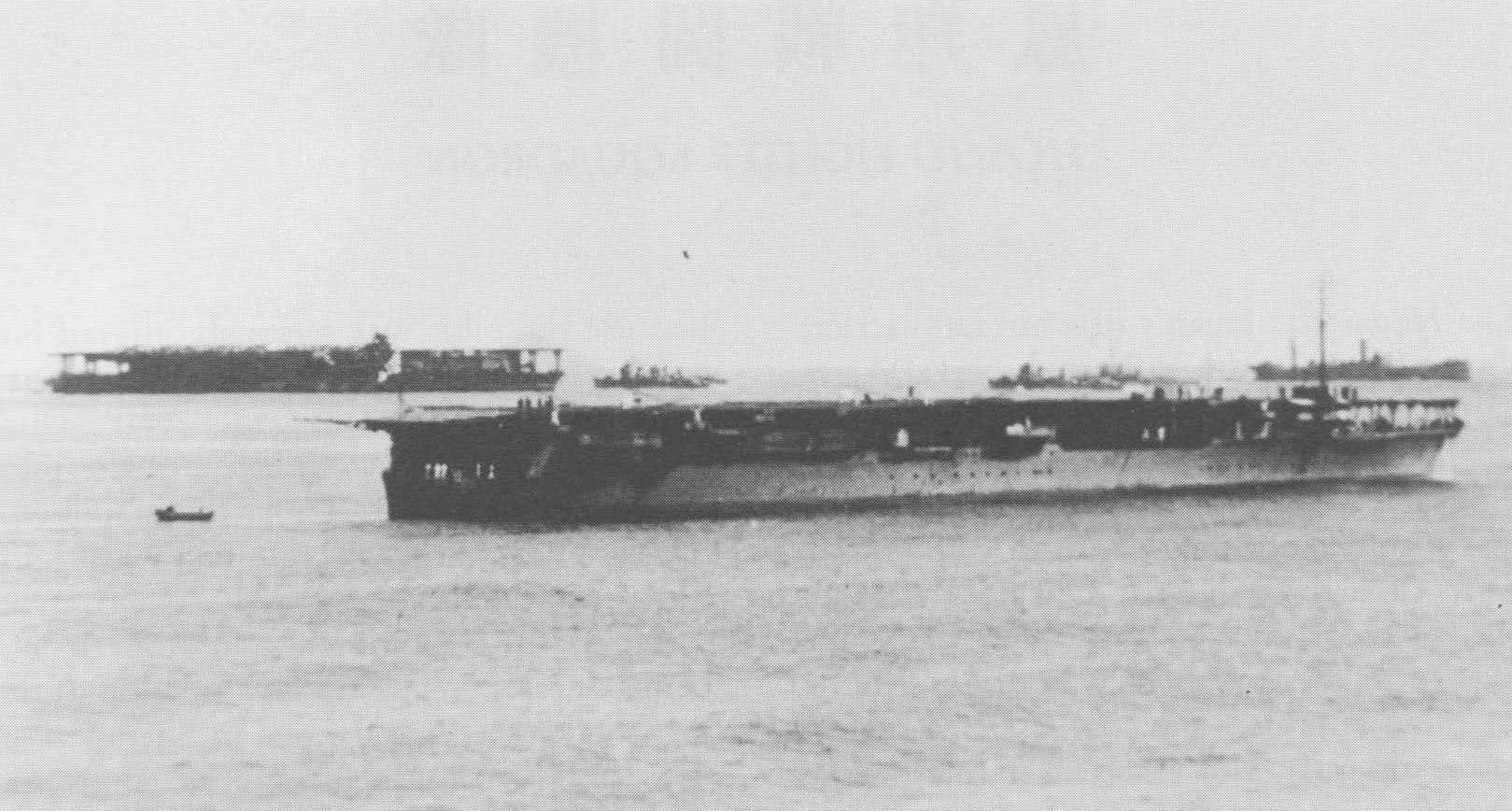
O Kaga e o Hōshō c. 1937

O Hōshō foi designado para a 3ª Frota durante a Segunda Guerra Sino-Japonesa, apoiando operações de desembarque do Exército Imperial na China em agosto de 1937, primeiro junto com o Ryūjō e depois com o Kaga também. Os três navios transportaram ao todo noventa aeronaves para a guerra, incluindo quinze do Hōshō, 27 do Ryūjō e o restante do Kaga. Há poucos detalhes sobre as atividades das aeronaves do Hōshō, porém sabe-se que três de seus caças Nakajima A2N foram abatidos em 25 de julho.
O porta-aviões voltou para o Japão em 1º de setembro para reabastecer e depois seguiu para o litoral sul da China, agora acompanhado do Ryūjō, iniciando operações contra forças chineses próximas de Cantão no dia 21. Neste mesmo dia, o Hōshō contribuiu com seis caças para a escolta de bombardeiros que atacariam campos de pouso. A formação encontrou sete caças chineses, abatendo dois e mais outras duas aeronaves de observação, não sofrendo baixas próprias. Cinco dos caças japoneses ficaram sem combustível durante o retorno e precisaram pousar na água, porém os tripulantes foram resgatados. Um segundo ataque na mesma tarde foi atacado pelos cinco caças chineses restantes, com um avião japonês sendo abatido. Os pilotos japoneses reivindicaram terem abatido dezesseis aeronaves inimigas e terem mais uma baixa própria durante aquele dia. O Hōshō e o Ryūjō voltaram para Xangai em 3 de outubro e as aeronaves do Hōshō foram temporariamente transferidas para Kunda a fim de dar apoio a operações em solo. Todas as suas aeronaves restantes foram transferidas para o Ryūjō no dia 17 de outubro e o navio voltou para o Japão, sendo colocado na reserva em 1º de dezembro.
Seus elevadores foram ampliados em 1939: o elevador dianteiro passou a ter 12,8 por 8,5 metros, enquanto o traseiro ficou com 13,7 por sete metros. O navio foi considerado como um porta-aviões de treinamento útil em 12 de agosto, podendo também atuar como plataforma para caças A4N1 e torpedeiros B4Y1 durante batalhas importantes, contanto que essas aeronaves permanecessem aproveitáveis. Uma investigação determinou em 23 de dezembro de 1940 que o Hōshō não poderia operar em combate as novas aeronaves Mitsubishi A6M Zero e Nakajima B5N. Além disso, o pequeno tamanho de seu grupo aéreo limitava o valor em potencial da embarcação em conflitos futuros.

### Segunda Guerra Mundial

#### Primeiros anos
O Hōshō começou a Guerra do Pacífico na 3ª Divisão de Porta-Aviões, parte da 1ª Frota Aérea, sob o vice-almirante Shirō Takasu. A embarcação foi encarregada, junto com o Zuihō, de proporcionar cobertura aérea, incluindo reconhecimento, patrulhas anti-submarino e de combate para a linha de batalha do Corpo Principal da Frota Combinada, que era formada por seis couraçados. O porta-aviões deixou o Mar Interior de Seto em 7 de dezembro de 1941 com o objetivo de dar cobertura distante para as forças que realizaram o Ataque a Pearl Harbor. A força de couraçados deu meia-volta a 556 quilômetros ao leste do Japão, porém o Hōshō se separou no dia 10, enquanto conduzia operações anti-submarino, devido a restrições de comunicações por rádio. A embarcação perdeu contato porque tinha lançado aeronaves pouco antes do pôr do sol para investigar um possível avistamento de submarino. As aeronaves voltaram já de noite e pousaram em segurança depois do porta-aviões ter ligado suas luzes. Entretanto, o Hōshō e seus três contratorpedeiros de escolta tinham seguido para leste e assim perderam o Corpo Principal de vista na escuridão. Aparentemente não havia submarino norte-americano algum na área naquele dia. O porta-aviões foi localizado por aeronaves de reconhecimento no dia seguinte e voltou para Kure em 12 de dezembro.

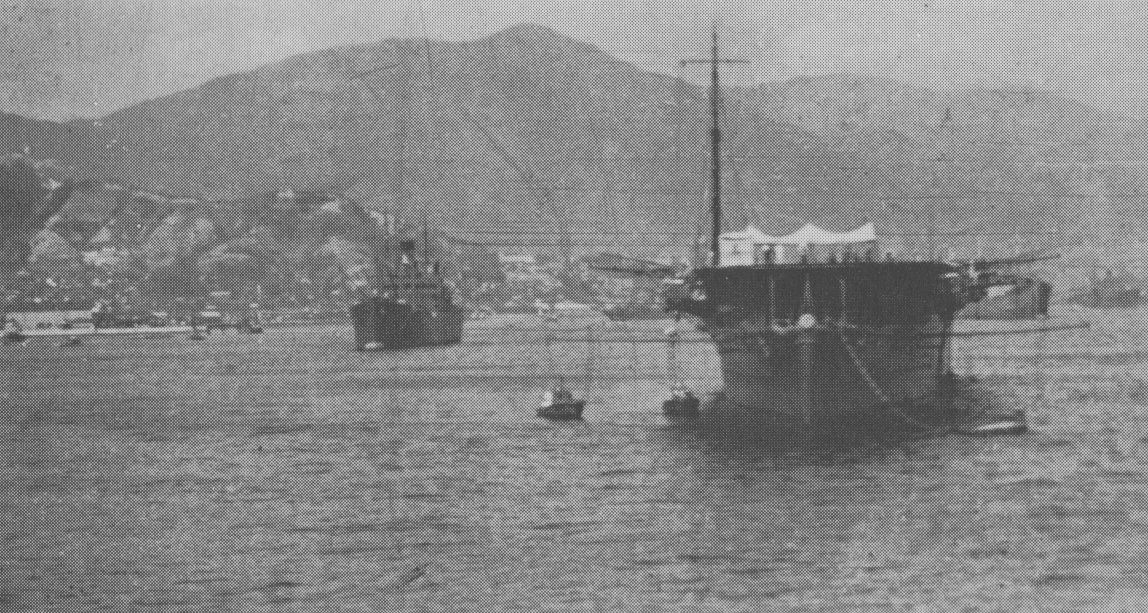
O Hōshō em junho de 1942, depois de retornar da Batalha de Midway

A embarcação deixou o Japão em 29 de maio de 1942 junto com o resto da frota para a operação que resultou na Batalha de Midway. O Hōshō proporcionou um pequena cobertura aérea, reconhecimento e suporte anti-submarino para o Corpo Principal, formado pelos couraçados Yamato, Nagato e Mutsu. Sua grupo aéreo era formado por oito torpedeiros obsoletos Yokosuka B4Y.
O Corpo Principal estava a trezentas milhas náuticas (556 quilômetros) atrás da principal força de ataque, assim o Hōshō não participou da batalha, em que quatro porta-aviões de grande porte japoneses foram afundados por ataques norte-americanos. As aeronaves do navio ajudaram a guiar o que havia sobrado da força de ataque até o Corpo Principal em 5 de junho, assim como outras embarcações japonesas. Uma das aeronaves do Hōshō descobriu o abandonado Hiryū, tirando fotografias que foram descritas como "entre as mais dramáticas da guerra no Pacífico". O observador a bordo do avião relatou ter avistado sobreviventes ainda no porta-aviões, assim o contratorpedeiro Tanikaze foi enviado para encontrar e afundar o Hiryū, porém não o encontrou. A derrota em Midway foi desastrosa para o Japão, com a embarcação voltando para casa junto com o resto da frota, chegando na Ilha Hashira em 14 de junho.

#### Navio de treinamento
O Hōshō foi transferido para a 3ª Frota depois de voltar para o Japão, sendo primeiro designado extraoficialmente para a frota de treinamento, depois designado oficialmente em meados outubro para a Força Móvel da Força de Treinamento. Ele continuou a realizar treinamentos de voo no Mar Interior de Seto para aeronaves decoladas de bases em solo, pois nenhum avião ficava baseado no próprio navio. A 50ª Flotilha Aérea foi criada em 15 de janeiro de 1943 para tripulações de voo em treinamento, com tanto o Hōshō quanto o Ryūhō sendo designados para essa nova unidade. As duas embarcações proporcionavam treinamentos de pouso e atuavam como alvos para treinamentos de torpedos. O Hōshō foi transferido em janeiro de 1944 para a 12ª Frota Aérea, e depois para a Frota Combinada, porém continuou exercendo as mesmas funções de treinamento para pilotos no Mar Interior de Seto. O navio ficou navegando entre Kure e o Mar Interior Ocidental, passando períodos iguais de tempo em cada local.

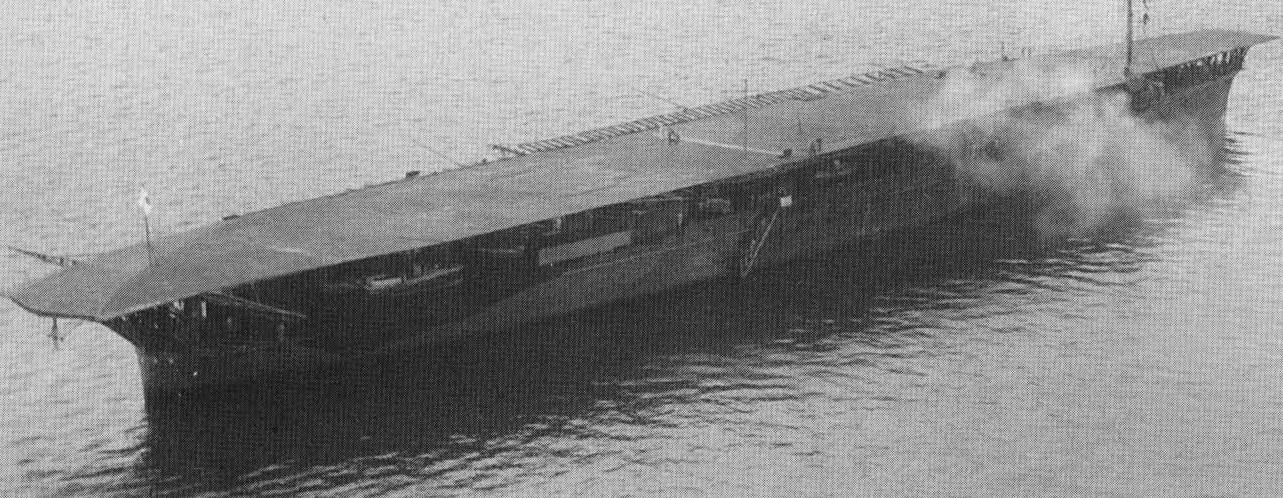
O Hōshō em outubro de 1945, com seu novo convés de voo alongado

O convés de voo foi alongado em mais de seis metros em cada extremidade entre 27 de março e 26 de abril de 1944, ficando com 180,8 metros, para permitir a operação dos novos torpedeiros Nakajima B6N e bombardeiros de mergulho Yokosuka D4Y. O Hōshō também recebeu um novo equipamento de retenção e uma nova barreira para batidas. O peso adicional afetou sua estabilidade e ele foi proibido de operar sob mau tempo por temores de que pudesse emborcar. Seus canhões de 140 milímetros foram removidos em algum momento durante a guerra e substituídos por vinte canhões automáticos Tipo 96, calibre 60, de 25 milímetros em montagens únicas. Eles disparavam projéteis de 25 quilogramas a uma velocidade de saída de novecentos metros por segundo, tendo alcance máximo de 7,5 quilômetros e teto máximo efetivo de 5,5 quilômetros. A cadência de tiro efetiva era de apenas 110 a 120 disparos por minuto, isto devido à constante necessidade de trocar os cartuchos de apenas quinze projéteis cada.
A embarcação continuou com suas funções normais de treinamento. Às 5h30min de 19 de março de 1945, possivelmente enquanto estava ancorado em Kure, o porta-aviões foi pego por um ataque aéreo lançado pela Força Tarefa 38 da Marinha dos Estados Unidos. O convés de voo do Hōshō foi danificado por três bombas que mataram seis tripulantes. Reparos de emergência foram realizados e a embarcação recebeu ordens para estar de prontidão no dia 10 de abril. Entretanto, a ordem foi cancelada dois dias depois e o navio foi colocado na reserva, enquanto a maior parte de sua tripulação foi transferida para outros locais. Ele foi tirado da reserva em 1º de junho e designado como "navio guarda especial", com muitos de seus tripulantes sendo transferidos de volta. O Hōshō permaneceu atracado e camuflado próximo de Kure.
O Hōshō foi levemente danificado em 24 de julho por um único acerto de bomba ou foguete durante mais um ataque contra Kure. Aparentemente, sua participação na ação foi mínima, pois não haviam aeronaves a bordo. A embarcação foi consertada em quinze dias, em seguida navegando para Kitakyushu dois dias depois.

### Pós-guerra

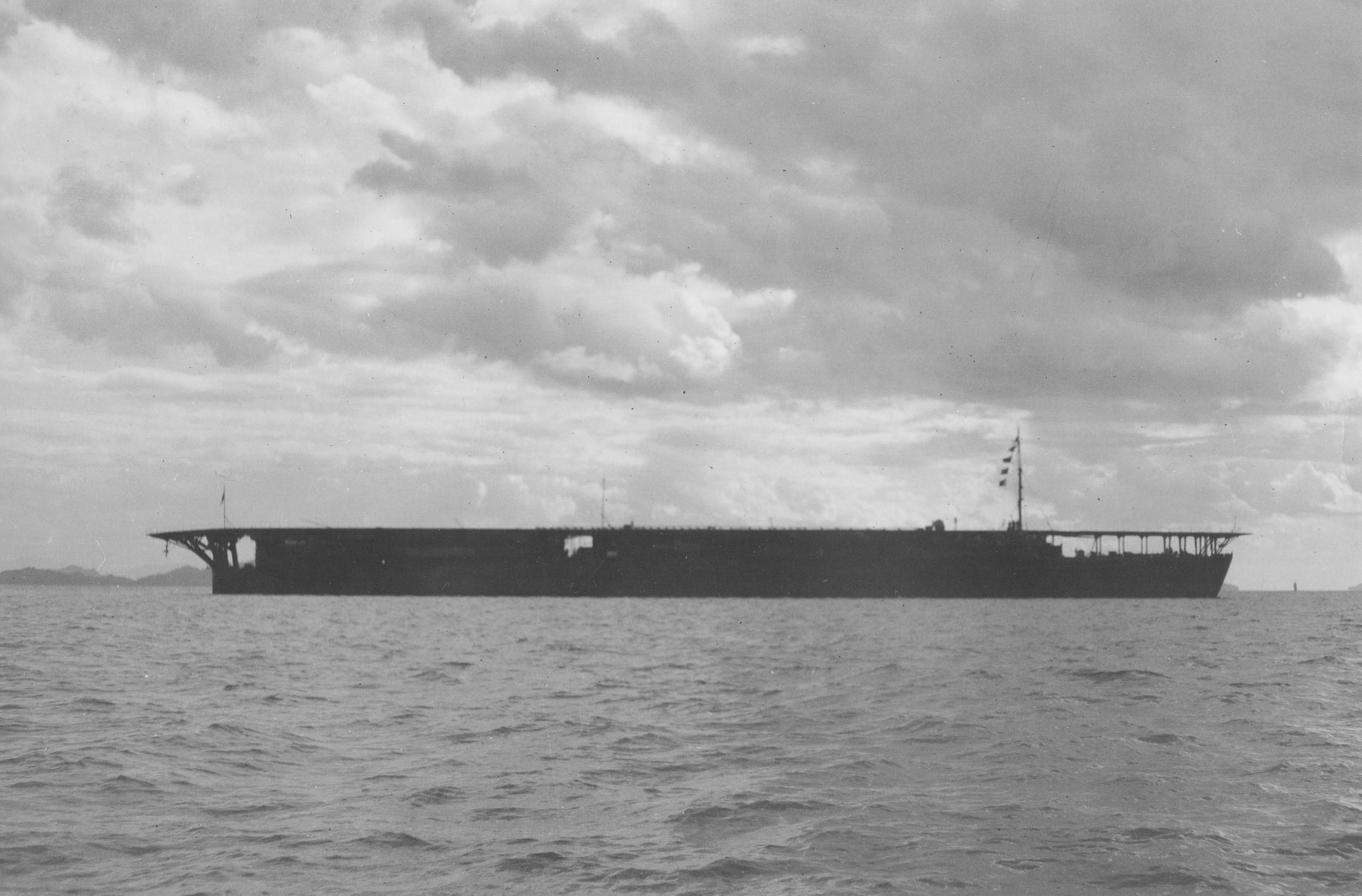
O Hōshō em 16 de outubro de 1945, antes de uma missão de repatriação

O navio foi entregue para os Aliados depois da Rendição do Japão em 2 de fevereiro, sendo removido do registro naval em 5 de outubro. O Hōshō foi então usado como uma embarcação de repatriação para levar militares e civis japoneses em territórios estrangeiros de volta para o Japão. Entre outubro e novembro, o porta-aviões, acompanhado do cruzador rápido Kashima, repatriou setecentas pessoas do Atol Wotje, 311 do Atol Jaluit e um número não especificado de Enewetak de volta para Uraga, em Kanagawa.
O convés de voo que se estendia além da proa foi cortado em dezembro com o objetivo de melhorar a visibilidade da ponte, enquanto os hangares foram modificados para transportarem mais passageiros. O navio realizou mais viagens de repatriação, começando em 5 de janeiro de 1946 para Wewak, seguido por viagens para a China. O Hōshō ao todo fez nove viagens de repatriação até 15 de agosto, transportando aproximadamente quarenta mil pessoas. O porta-aviões foi transferido no dia 31 para o Ministério do Interior para descarte. Foi desmontado em Osaka entre 2 de setembro de 1946 e 1º de maio de 1947 pela Kyōwa Shipbuilding Company.

### Citações
1. 1 2   Milanovich 2008, pp. 10–11
2. ↑   Evans & Peattie 1997, p. 180
3. ↑   Gardiner & Gray 1985, p. 240
4. ↑   Jentschura, Jung & Dieter 1977, p. 41
5. 1 2 3 4   Watts 1971, p. 169
6. ↑   Evans & Peattie 1997, pp. 181–182
7. ↑   Milanovich 2008, pp. 9, 13
8. 1 2   Milanovich 2008, pp. 9, 11
9. ↑   Milanovich 2008, pp. 22–23
10. 1 2   Evans & Peattie 1997, p. 323
11. 1 2   Milanovich 2008, p. 15
12. ↑   Milanovich 2008, p. 13
13. 1 2   Evans & Peattie 1997, p. 315
14. ↑   Milanovich 2008, pp. 13, 15, 22
15. ↑   Hata, Izawa & Shores 2011, p. 2
16. 1 2 3 4 5   Milanovich 2008, p. 22
17. ↑   Milanovich 2008, p. 14
18. ↑   Campbell 1985, p. 190
19. ↑   Peattie 2001, pp. 53, 55
20. ↑   Campbell 1985, p. 198
21. 1 2 3 4 5 6 7 8 9   Tully, Anthony P.; Casse, Gilbert (14 de abril de 2014). «IJN Hosho: Tabular Record of Movement». Combined Fleet. Consultado em 29 de maio de 2021
22. ↑   Milanovich 2008, pp. 11, 15–16
23. 1 2 3   Milanovich 2008, pp. 17, 21
24. 1 2   Peattie 2001, p. 53
25. 1 2   Milanovich 2008, pp. 20–21
26. ↑   Parshall & Tully 2005, p. 7
27. ↑   Peattie 2001, p. 229
28. ↑   Hata, Izawa & Shores 2011, pp. 2–3
29. ↑   Peattie 2001, pp. 50–51
30. ↑   Evans & Peattie 1997, p. 243
31. ↑   Milanovich 2008, p. 21
32. ↑   Hata, Izawa & Shores 2011, pp. 5, 7
33. ↑   Gustavsson 2016, p. 19
34. ↑   Gustavsson 2016, p. 23
35. ↑   Hata, Izawa & Shores 2011, p. 8
36. ↑   Gustavsson 2016, pp. 23, 25
37. ↑   Milanovich 2008, pp. 20–21
38. ↑   Parshall & Tully 2005, p. 418
39. ↑   Goldstein & Dillon 2004, pp. 259, 284
40. ↑   Evans & Peattie 1997, p. 586
41. ↑   Hata, Izawa & Shores 2011, p. 19
42. ↑   Ugaki 1991, pp. 50–51
43. ↑   Parshall & Tully 2005, p. 49
44. ↑   Ugaki 1991, p. 130
45. ↑   Willmott 1983, p. 110
46. ↑   Parshall & Tully 2005, p. 453
47. ↑   Wilmott 1983, p. 458
48. ↑   Ugaki 1991, p. 144
49. ↑   Parshall & Tully 2005, pp. 270, 355–356, 358–359
50. ↑   Willmott 1983, p. 496
51. ↑   Parshall & Tully 2005, pp. 385–393
52. ↑   Milanovich 2008, pp. 21–23
53. ↑   Campbell 1985, p. 200
54. ↑   Watts 1971, p. 171